# Палтус

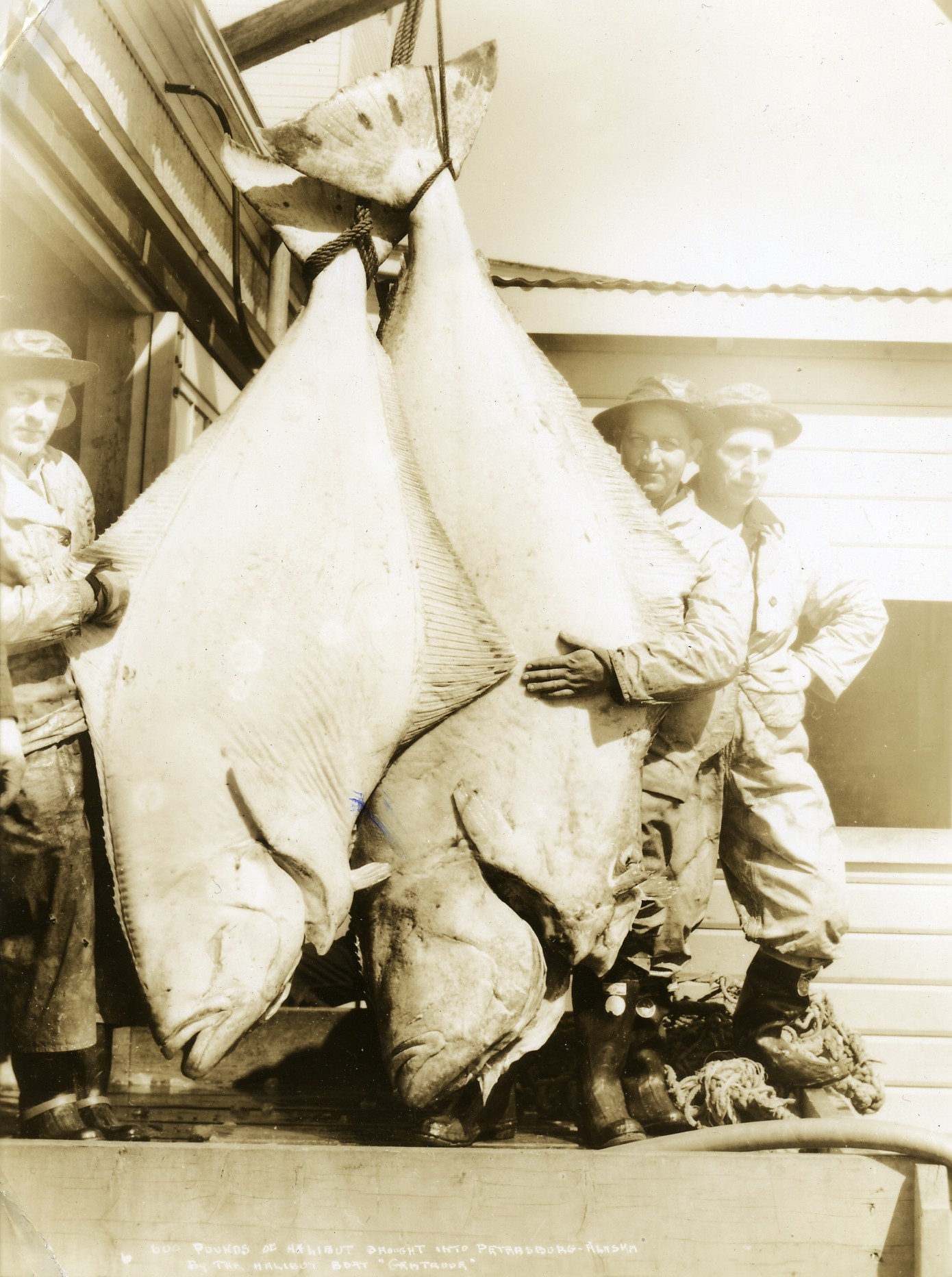
Два гігантських палтуси, виловлені у 1930-х біля Аляски

Па́лтус — загальна назва 4 видів риб із трьох родів родини камбалових, ряду камбалоподібні, що поширені у північних морях. Палтуси мають важливе промислове значення.

## Поширення
Ареал — північна частина Атлантичного і Тихого океанів. Сумарний ареал для всіх палтусів — Баренцове, Берингове, Охотське і Японське моря.
Звичайний і чорний палтуси водяться в Баренцевому, Беринговому і Охотському морях. Азійський стрілозубий палтус живе в Охотському і Беринговому морях, іноді в Японському. Американський стрілозубий палтус живе в морях вздовж західних берегів Північної Америки від північного заходу Аляски до півночі Каліфорнії, також трапляється уздовж азійських берегів Берингового моря, зокрема біля узбережжя східної Камчатки.

## Спосіб життя
Хижі донні риби, живуть на великій глибині, але влітку перебувають і в середній товщі води. Середня тривалість життя до 30 років. Статевої зрілості досягають у віці від 7 до 17 років (найчастіше в 10—14 років). Розмноження — взимку і навесні. Самки викидають ікру на глибині від 300 до 1000 м за температури води 2—10 °C, кількість ікринок коливається від 300 тисяч до 3,5 мільйона.

## Справжні палтуси

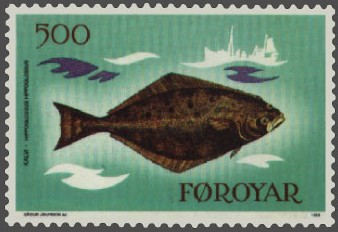
Палтус атлантичний (Hippoglossus hippoglossus) на поштовій марці

Справжніми палтусами прийнято вважати представників роду Hippoglossus :
- Палтус атлантичний, Hippoglossus hippoglossus
- Палтус тихоокеанський, Hippoglossus stenolepis

## Інші види палтусів
- Рід Atheresthes містить два види:
  - Atheresthes evermanni
  - Atheresthes stomias
- Рід Чорний палтус (Reinhardtius), що містить один вид — Палтус чорний (Reinhardtius hippoglossoides).